# انقراض الأوردوفيشي-السيلوري
حدث انقراض الأوردوفيشي-السيلوري (بالإنجليزية: Ordovician–Silurian extinction event)‏ والاسم الشائع انقراض الأوردوفيشي وقع ما بين حوالي 450 إلى 440 (مليون سنة مضت) وربما تكون عبارة عن انفجارين من الانقراض يفصلهما مليون سنة، ويعتبر ثاني أكبر انقراض من الانقراضات الخمس الكبرى في تاريخ الأرض من حيث النسبة المئوية للأجناس التي انقرضت وثاني أكبر انقراض شامل في فقدان الحياة عموما. وأيضا يعتبر ثاني أكبر انقراض للحياة البحرية، ليأتي بعد انقراض العصر البرمي. في ذلك الوقت، اقتصرت جميع أشكال الحياة المعروفة على البحار والمحيطات فقط. أكثر من 60% من اللافقاريات البحرية قضي عليها  وشملت بما في ذلك ثلثي فصائل ذراعيات الأرجل والمرجانيات. وتأثرت بشكل خاص ذراعيات الأرجل، ثنائيات الصدفة، شوكيات الجلد، والمرجانيات. يبدو أن السبب المباشر لهذا الانقراض بسبب حركة قارة غندوانا إلى المنطقة القطبية الجنوبية، مما أدى إلى برودة وتجمد في الطقس، وترتب على ذلك أنخفاض مستوى سطح البحر. وقضي ذلك على طول موائل الجرف القاري. عثر على أدلة للتجلد من خلال رواسب وجدت في الصحراء الكبرى. وقد سبب هذا المزيج من أنخفاض مستوى سطح البحر والبرودة إلى الانقراض الجماعي في الأوردوفيشي.